# Rax-Schneeberg-Gruppe

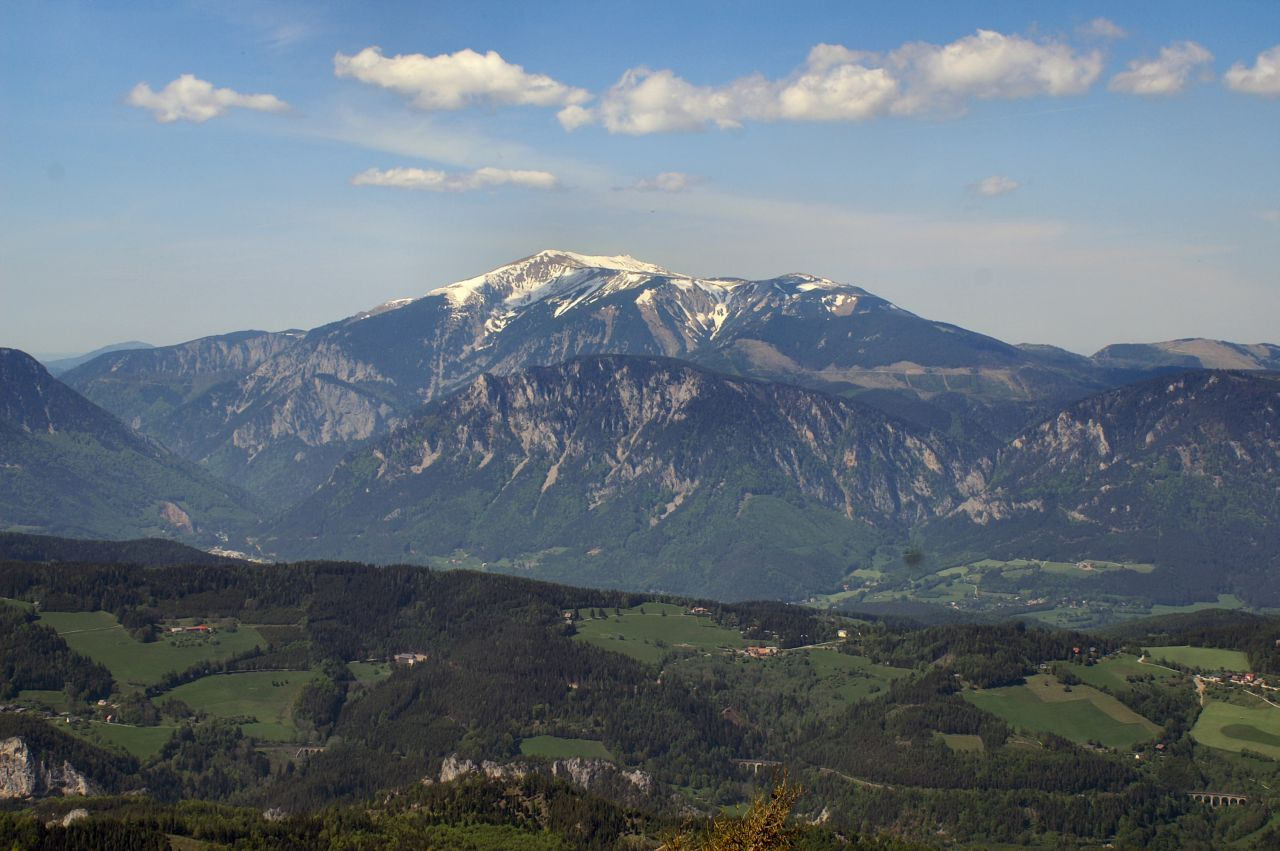
Schneeberg

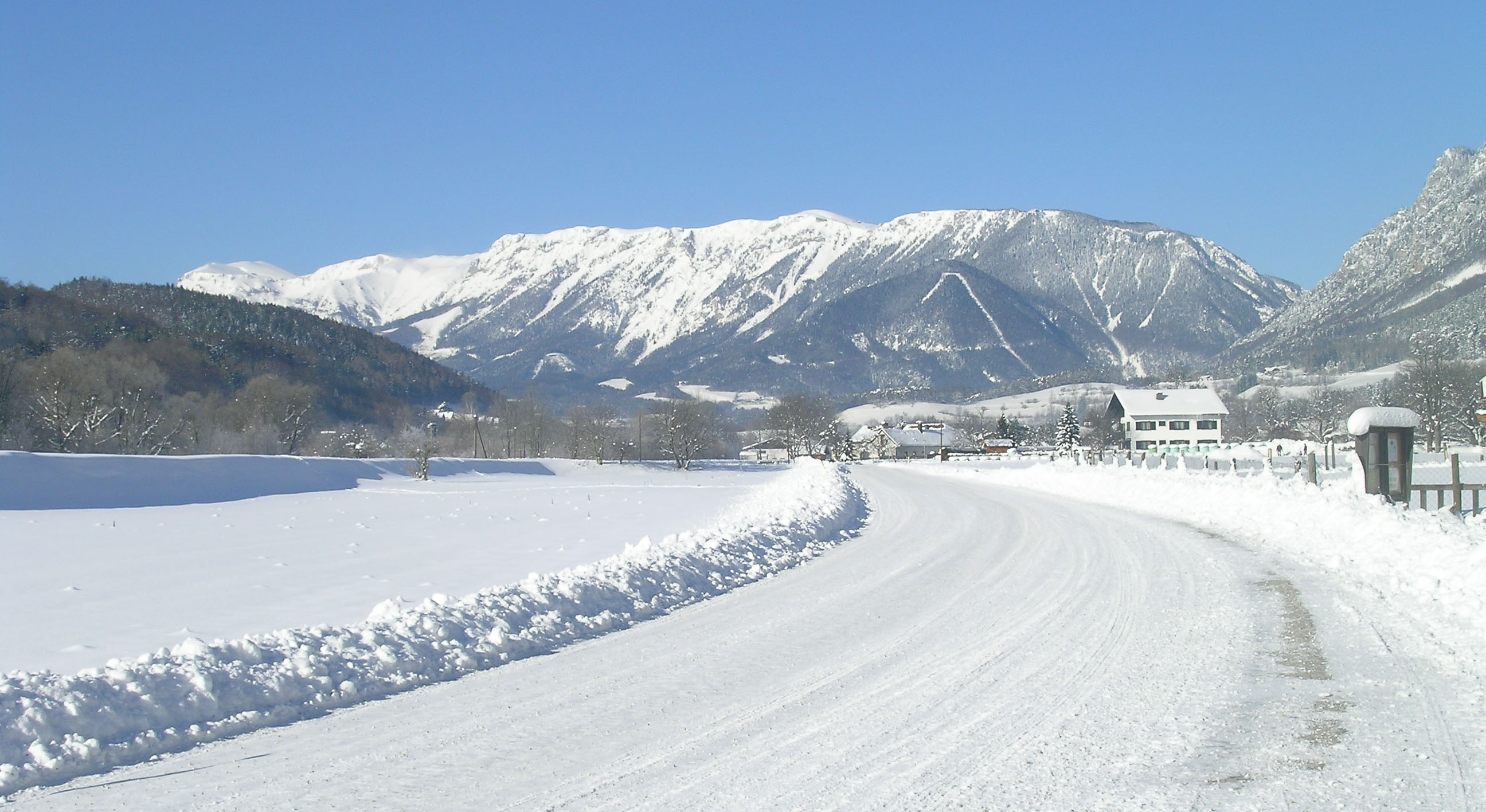
Masyw Rax

Rax-Schneeberg-Gruppe – pasmo górskie w Alpach Styryjsko-Dolnoaustriackich, części Północnych Alp Wapiennych o długości 32 km. Zlokalizowane we wschodniej Austrii, w krajach związkowych: Styria i Dolna Austria. Najwyższy szczyt masywu Rax stanowi wierzchołek Klosterwappen góry Schneeberg (2076 m n.p.m.), zaś głównym miastem regionu jest Mürzzuschlag.
Rax-Schneeberg-Gruppe graniczy z Gutensteiner Alpen na północy, pasmem Randgebirge östlich der Mur na wschodzie oraz Mürzsteger Alpen na zachodzie.
Najwyższe szczyty:
- Klosterwappen (Schneeberg) – 2076 m n.p.m.
- Heukuppe (Rax) – 2007 m n.p.m.
- Dreimarkstein (Rax) – 1948 m n.p.m.
- Tratenkogel – 1565 m n.p.m.
- Krummbachstein – 1602 m n.p.m.

Schroniska:
- Almreserlhaus
- Berghaus Hochschneeberg
- Damböckhaus
- Edelweißhütte
- Fischerhütte
- Friedrich-Haller-Haus
- Habsburghaus
- Heinrich-Krempel-Hütte
- Karl-Ludwig-Haus
- Kienthalerhütte
- Pottschacherhütte
- Waldburgangerhütte